# Anomala dubia
Espèce
Anomala dubia est une espèce d'insectes de l'ordre des coléoptères, de la famille des Scarabaeidae, de la sous-famille des Rutelinae et du genre Anomala.

## Description
Aspect d'un hanneton comme Amphimallon solstitialis mais plus petit : longueur 13 à 15 mm, non velu. Couleurs brillantes varient de brun à vert. Élytres striés. Griffes bifides.

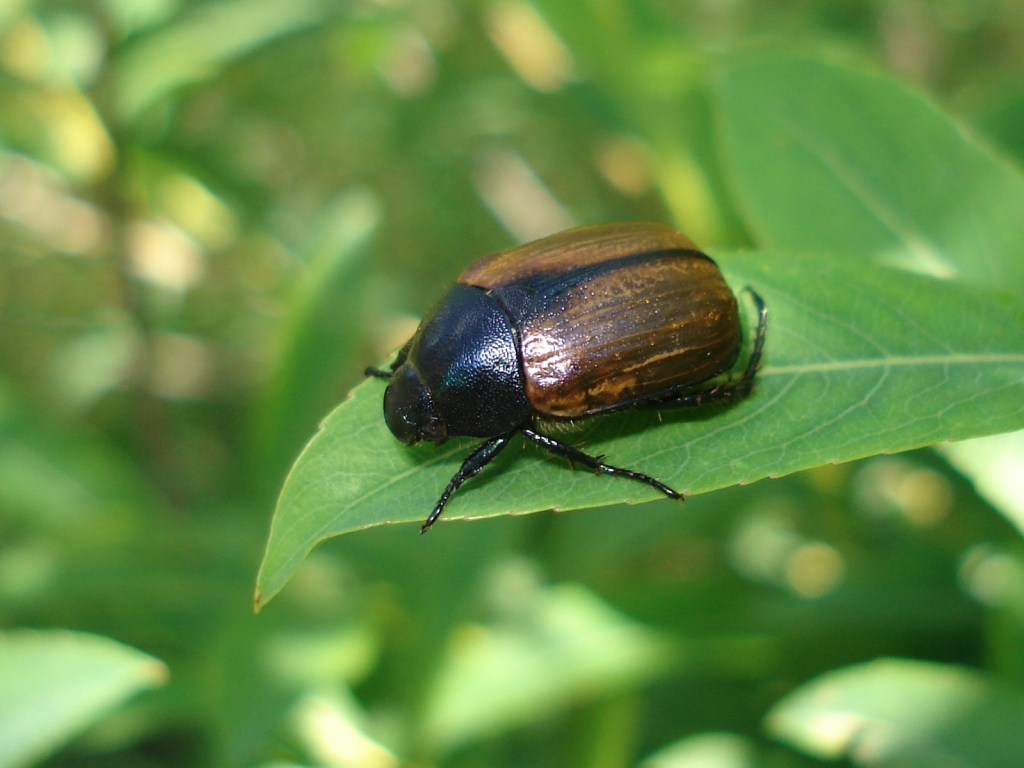
Imago d’Anomala dubia.
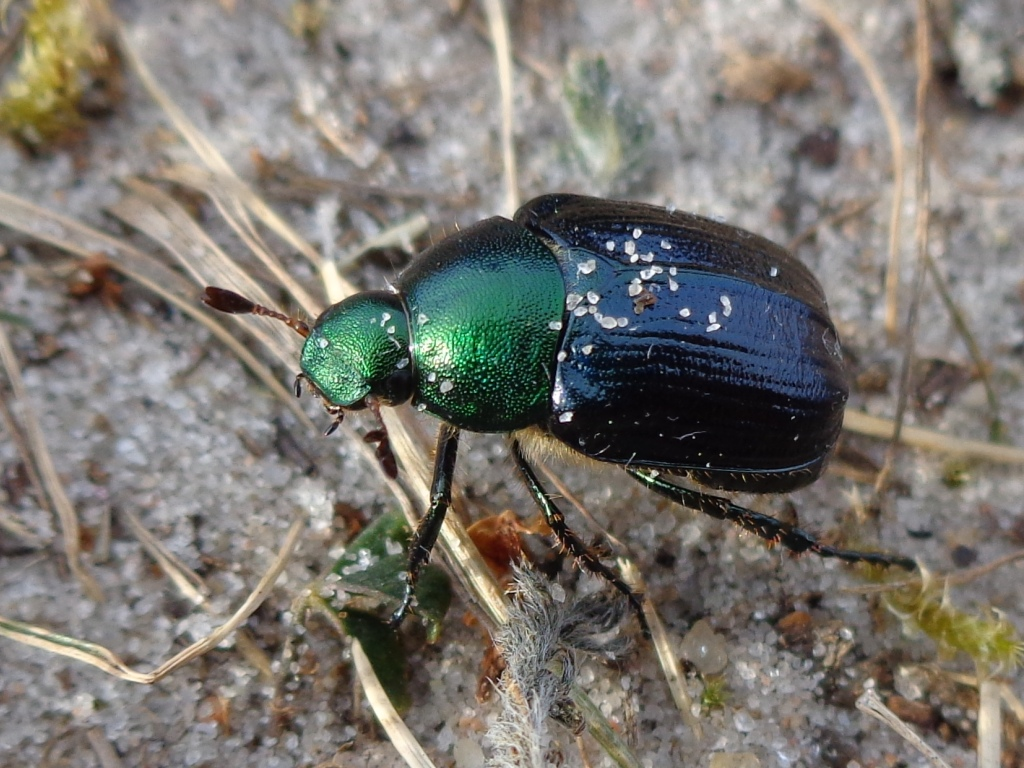
Autre imago d’Anomala dubia.

## Répartition
L'espèce est présente dans une grande partie de l'Europe. On la trouve de manière dispersée dans toute la France. En Belgique, elle est plus particulièrement présente en région flamande, mais elle est signalée aussi dans le Brabant et le Hainaut. On la rencontre surtout dans les régions sablonneuses.

## Biologie
Affectionne les terrains sablonneux où il s'enfouit à faible profondeur pour pondre. Vol rapide par temps chaud.

## Liste des sous-espèces et variétés
Selon Catalogue of Life (7 juin 2020) :
- Anomala dubia subsp. bicolor Medvedev, 1949
- Anomala dubia subsp. coerulescens Medvedev, 1949
- Anomala dubia subsp. fulva Dellacasa, 1970
- Anomala dubia subsp. fumigata Dellacasa, 1970
- Anomala dubia subsp. pseudotricolor Dellacasa, 1970
- Anomala dubia var. cincticollis Ohaus, 1915
- Anomala dubia var. fulvipennis Ohaus, 1915
- Anomala dubia var. nigripennis Ohaus, 1915

## Synonymie
Selon BioLib (7 juin 2020) :
- Scarabaeus dubius Scopoli, 1763
- Melolontha julii Fabricius, 1792
- Anomala dubia var. pygidialis Schilsky, 1888 nec Kirsch, 1876

Selon Catalogue of Life (25 août 2014) :
- Anomala aenea Della Beffa, 1910
- Anomala aurulenta Dalla Torre, 1879
- Anomala bicolor Dalla Torre, 1879
- Anomala bicolor Medvedev, 1949
- Anomala bicolor Schilsky, 1888
- Anomala coeruleocephala Olivier, 1789
- Anomala coerulescens Medvedev, 1949
- Anomala coerulescens Schilsky, 1888
- Anomala cupreonitens Della Beffa, 1910
- Anomala cyanea Dalla Torre, 1879
- Anomala cyanicollis Medvedev, 1949
- Anomala cyanicollis Villa, 1835
- Anomala incerta Mulsant, 1842
- Anomala lutescens Schilsky, 1888
- Anomala marginicollis Della Beffa, 1910
- Anomala micans Mulsant, 1842
- Anomala nigrescens Della Beffa, 1910
- Anomala nigripennis Ohaus, 1915
- Anomala oblonga Fabricius, 1776
- Anomala ovata Burmeister, 1844
- Anomala pedemontana Tournier, 1864
- Anomala rubrocuprea Mulsant, 1842
- Anomala semilutea Della Beffa, 1910
- Anomala varians Mulsant, 1842
- Anomala viridicyanea Della Beffa, 1910
- Anomala viridis Schilsky, 1888
- Melolontha coerulea Olivier, 1789
- Melolontha cyanocephala Fabricius, 1801
- Melolontha nigra Fabricius, 1792